# Eduard Robert Flegel

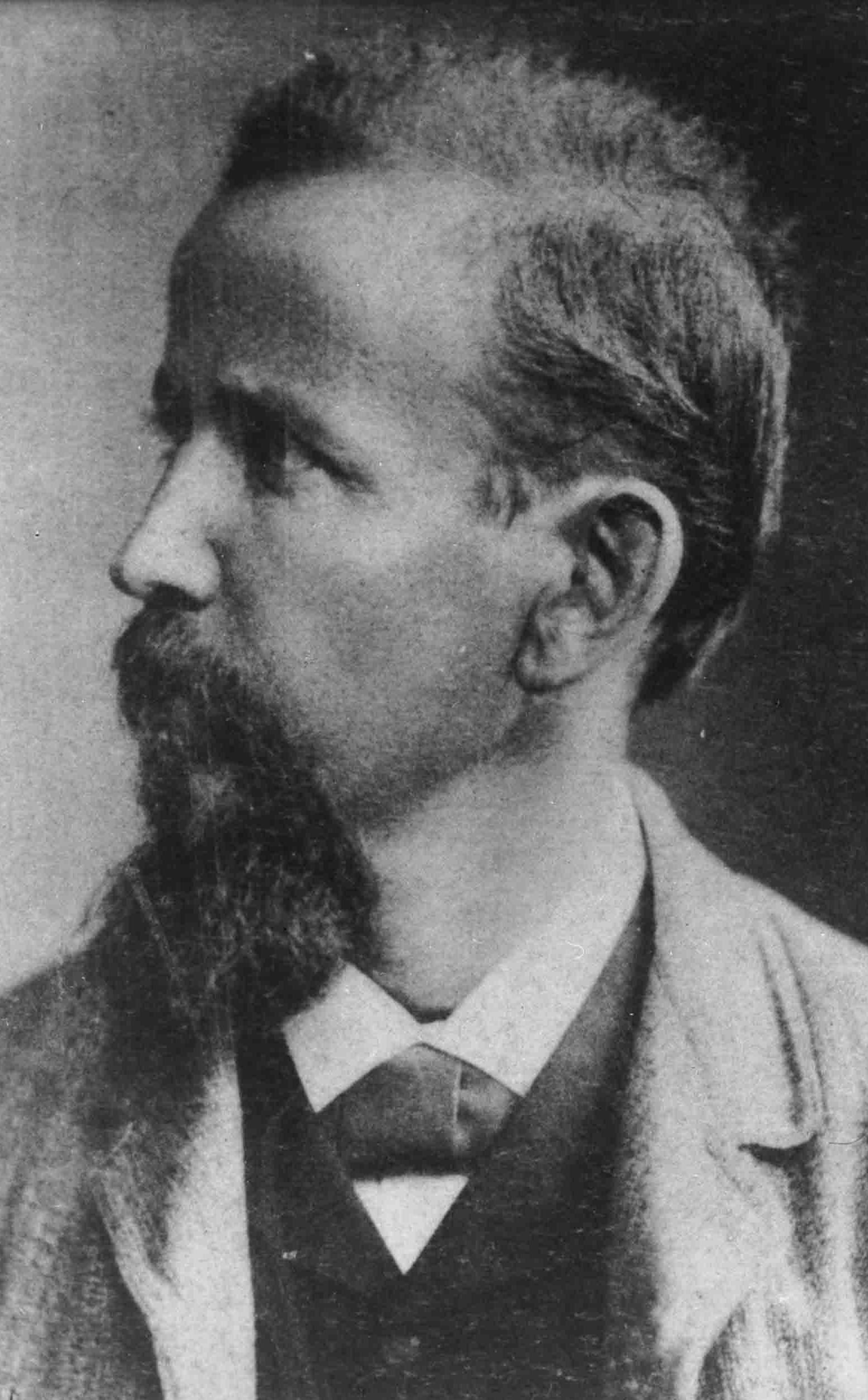
Eduard Robert Flegel

Eduard Robert Flegel (* 1. Oktoberjul. / 13. Oktober 1852greg. in Wilna; † 11. September 1886 in Brass, Nigeria) war ein deutscher Forschungsreisender und Afrikaforscher.

## Biografie

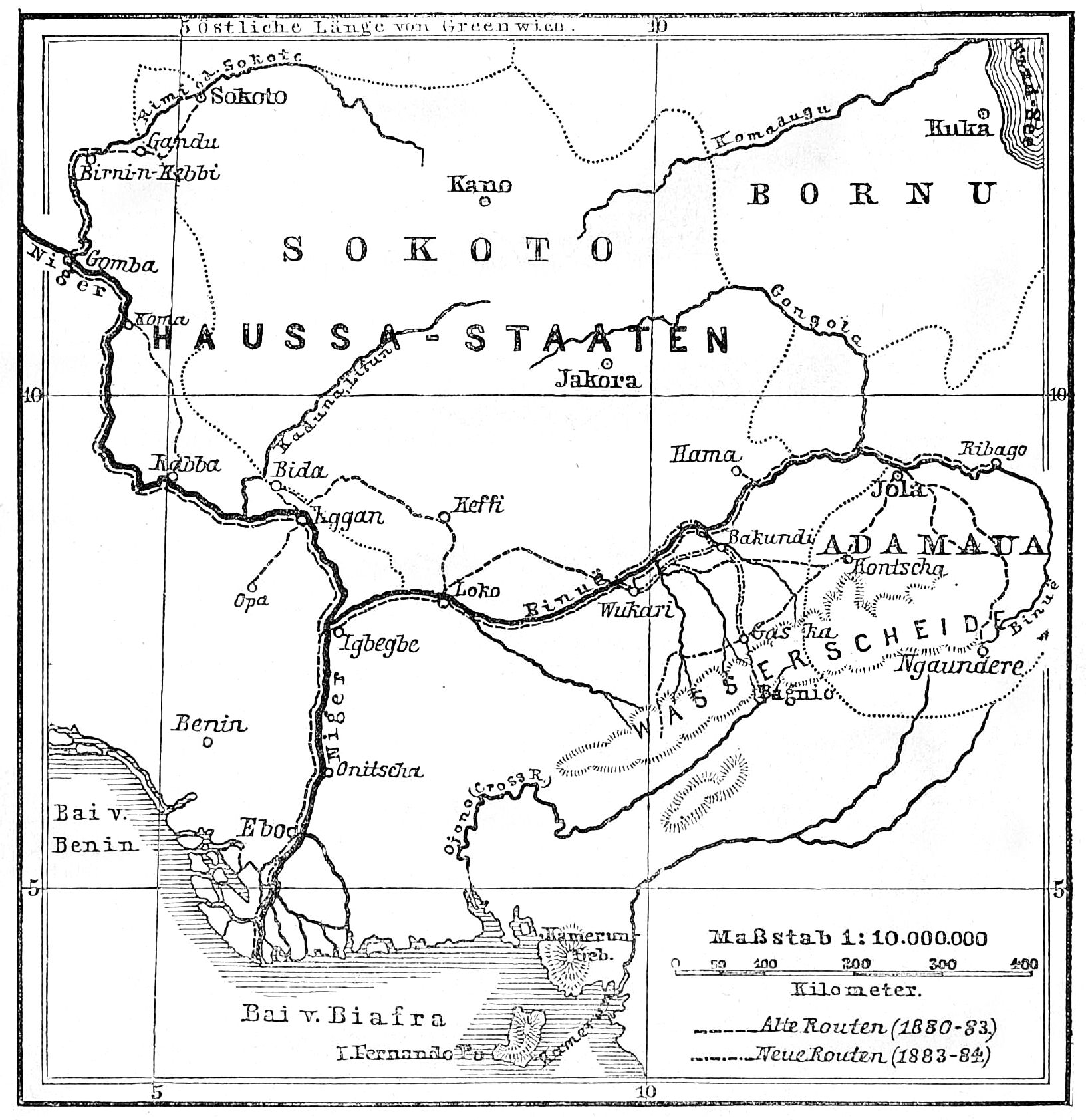
Übersichtskarte der Reisen von Eduard Robert Flegel in Haussa und Adamaua

Flegel war ab 1869 Angestellter einer Buchhandlung in Riga, besuchte 1872 die Handelsschule in München und wandte sich noch im gleichen Jahr nach Hamburg, um in einer Großhandlung für Tabakwaren zu arbeiten. 1875 nahm er eine Position in einer Faktorei des Hamburger Handelshauses Gaiser und Witt in Lagos (Nigeria) an.
1879 unternahm Flegel eine Expedition in das Kamerun-Gebirge. Im Juli dieses Jahres befuhr er auf dem englischen Missionsdampfer Henry Venn den Benuë, wobei er etwa 200 km weiter aufwärts gelangte als der bisher erfolgreichste Reisende William Balfour Baikie 1854. Seine Arbeiten waren von großer Bedeutung für die Erforschung des Flusslaufes.
Flegel besuchte mit Unterstützung der Deutschen Afrikanischen Gesellschaft 1880 Nupe und Sokoto, um sich von den dortigen Machthabern Empfehlungsschreiben für den Besuch der Länder am Benuë ausstellen zu lassen. Im April 1881 kehrte er wieder nach Rabba zurück. Von dort trat er im November eine Landreise nach Lako am Benu und erreichte nach einer vorübergehenden Rückkehr zur Küste am 31. Juli 1882 Yola, die Hauptstadt von Adamawa. Am 18. August schließlich entdeckte er bei Ngaundere die Quellen des Benuë. Im März 1883 befand er sich wieder in Lagos.
Eine neue Reise, auf der er nach Süden bis zum Kongo vorzudringen hoffte, führte ihn zum zweiten Mal auf die südliche Wasserscheide des Benuë, konnte aber wegen des Ausbruchs von Feindseligkeiten nicht tiefer in das Landesinnere fortgesetzt werden.
Mitte 1884 kehrte Flegel nach Europa zurück, wo er für deutsche Handelsniederlassungen im Niger-Benuë-Gebiet agitierte. In den Handelskreisen fand er kein Verständnis für die neuen Anforderungen, wohl aber bei der Afrikanischen Gesellschaft und beim Deutschen Kolonialverein. Aus dem Reichsfonds für Afrikaforschung wurden ihm Mittel für eine neue Unternehmung gewährt, auch beauftragte ihn der Kaiser Wilhelm I. mit der Überbringung von Geschenken an den Kalifen von Sokoto.
Mit dem Beginn der deutschen Kolonialherrschaft über Kamerun 1884 stellte sich Flegel in den Dienst der deutschen Interessen und trachtete danach, die deutsche Oberhoheit möglichst weit in das Binnenland auszudehnen. Im April 1885 trat Flegel seine dritte Afrikareise an, doch hinderte ihn ein niedriger Wasserstand des Benuë am schnellen Vorankommen. Paul Staudinger führte an Flegels Stelle eine eigenständige Expedition den Niger weiter stromaufwärts. Doch hatten sich die Engländer mit der Royal Niger Company bereits am Niger und Benuë festgesetzt, so dass weder Flegel noch Staudinger kolonialpolitische Ergebnisse erzielten. Auf dem Weg nach Yola erhielt Flegel im Juli 1886 die Rückberufung nach Europa.
Eduard Robert Flegel starb am 11. September 1886 an der Küste in Brass.

## Werke (Auswahl)
- Karl Flegel (Hrsg.): Briefe aus Afrika. Leipzig (1890)
- Lose Blätter aus dem Tagebuch meiner Haussa-Freunde. Hamburg (1885)